# Francesco Maria Torelli
Francesco Maria Torelli (Guastalla, ... – Mantova, 1486) era il figlio secondogenito di Pietro Guido I, conte di Guastalla, e succedette alla morte di questi sul trono della contea di Guastalla con il fratello maggiore Guido Galeotto.

## Biografia
Nel 1475 venne privato dei propri beni dal Duca di Milano Galeazzo Maria Sforza (all'epoca Guastalla dipendeva ufficiosamente dalla volontà del duca milanese, che ne controllava le azioni svolte in loco dai conti Torelli). Ad ogni modo, tale provvedimento (ancora oggi di natura sconosciuta), non venne preso nei confronti del fratello Guido Galeotto, il quale continuò a regnare senza il fratello sulla piccola contea.
Francesco Maria venne successivamente reintegrato sul proprio trono e tornò in possesso dei propri beni 1477, dopo che il duca Galeazzo Maria Sforza venne assassinato a Milano, garantendosi però i propri diritti feudali su Guastalla solo dopo il trionfo di Ludovico il Moro sui propri oppositori. Proprio per pressione di quest'ultimo, il quale lo aveva preso molto a cuore, il fratello Guido Galeotto venne allontanato con la promessa del feudo della signoria di Settimo e Villareggio, nominando così Francesco Maria, unico erede della signoria di Guastalla: era il 1480.
Valente uomo d'armi, fu presente in diverse battaglie tra cui quelle per la conquista di Felino, Torrechiara, Noceto e Roccabianca, al servizio di Ercole d'Este come capitano di ventura.
Morì nel 1486 a Mantova, poco dopo aver terminato le pratiche per diseredare il figlio naturale Achille, il quale era ritenuto dal padre un figlio avuto dalla moglie da una relazione extraconiugale. Venne sepolto nella locale chiesa di San Francesco.

## Discendenza
Francesco Maria Torelli sposò Ludovica Sanseverino (?-1484), figlia del condottiero Roberto di San Severino, conte di Caiazzo e Colorno, e della contessa Elisabetta di Montefeltro, imparentata con i duchi di Urbino. Da questo matrimonio nacquero due figli: 
- Pietro Guido[1]
- Achille[1]

Ebbe due figlie naturali:
- Giovanna[1]
- Orsina.[1]

## Ascendenza
|                                                     |                                               |                                              | Genitori                               |  |  | Nonni |  |  | Bisnonni          |  |  | Trisnonni       |  |
|                                                     |                                               |                                              |                                        |  |  |       |  |  | Marsiglio Torelli |  |  | Guido I Torelli |  |
|                                                     |                                               |                                              |                                        |  |  |       |  |  | Marsiglio Torelli |  |  | Guido I Torelli |  |
|                                                     |                                               | Eleonora Gonzaga                             |                                        |  |  |       |  |  | Marsiglio Torelli |  |  |                 |  |
| Guido Torelli, conte di Guastalla e Montechiarugolo |                                               |                                              |                                        |  |  |       |  |  | Marsiglio Torelli |  |  |                 |  |
|                                                     |                                               | Elena d'Arco                                 | Niccolò d'Arco                         |  |  |       |  |  |                   |  |  |                 |  |
|                                                     |                                               | Elena d'Arco                                 | Niccolò d'Arco                         |  |  |       |  |  |                   |  |  |                 |  |
|                                                     |                                               | Elena d'Arco                                 | Beatrice di Castelbarco                |  |  |       |  |  |                   |  |  |                 |  |
| Pietro Guido I Torelli, conte di Guastalla          |                                               | Elena d'Arco                                 |                                        |  |  |       |  |  |                   |  |  |                 |  |
|                                                     |                                               | Antonio Visconti                             | Vercellino Visconti                    |  |  |       |  |  |                   |  |  |                 |  |
|                                                     |                                               | Antonio Visconti                             | Vercellino Visconti                    |  |  |       |  |  |                   |  |  |                 |  |
|                                                     |                                               | Antonio Visconti                             | Margherita della Pusterla              |  |  |       |  |  |                   |  |  |                 |  |
| Orsina Visconti                                     |                                               | Antonio Visconti                             |                                        |  |  |       |  |  |                   |  |  |                 |  |
|                                                     |                                               | Anastasia Carcano                            | Giovanni Carcano                       |  |  |       |  |  |                   |  |  |                 |  |
|                                                     |                                               | Anastasia Carcano                            | Giovanni Carcano                       |  |  |       |  |  |                   |  |  |                 |  |
|                                                     |                                               | Anastasia Carcano                            | …                                      |  |  |       |  |  |                   |  |  |                 |  |
| Francesco Maria Torelli, conte di Guastalla         |                                               | Anastasia Carcano                            |                                        |  |  |       |  |  |                   |  |  |                 |  |
|                                                     | Lazzarino II Del Carretto, marchese di Finale | Lazzarino I Del Carretto, marchese di Finale |                                        |  |  |       |  |  |                   |  |  |                 |  |
|                                                     | Lazzarino II Del Carretto, marchese di Finale | Lazzarino I Del Carretto, marchese di Finale |                                        |  |  |       |  |  |                   |  |  |                 |  |
|                                                     | Lazzarino II Del Carretto, marchese di Finale | Marietta Del Carretto                        |                                        |  |  |       |  |  |                   |  |  |                 |  |
| Galeotto I Del Carretto, marchese di Finale         | Lazzarino II Del Carretto, marchese di Finale |                                              |                                        |  |  |       |  |  |                   |  |  |                 |  |
|                                                     |                                               | Caterina Del Carretto                        | Giorgio Del Carretto, signore di Grana |  |  |       |  |  |                   |  |  |                 |  |
|                                                     |                                               | Caterina Del Carretto                        | Giorgio Del Carretto, signore di Grana |  |  |       |  |  |                   |  |  |                 |  |
|                                                     |                                               | Caterina Del Carretto                        | …                                      |  |  |       |  |  |                   |  |  |                 |  |
| Maddalena Del Carretto                              |                                               | Caterina Del Carretto                        |                                        |  |  |       |  |  |                   |  |  |                 |  |
|                                                     |                                               | Raffaele Adorno, doge di Genova              | Giorgio Adorno, doge di Genova         |  |  |       |  |  |                   |  |  |                 |  |
|                                                     |                                               | Raffaele Adorno, doge di Genova              | Giorgio Adorno, doge di Genova         |  |  |       |  |  |                   |  |  |                 |  |
|                                                     |                                               | Raffaele Adorno, doge di Genova              | Benedettina Spinola                    |  |  |       |  |  |                   |  |  |                 |  |
| Vannina Adorno                                      |                                               | Raffaele Adorno, doge di Genova              |                                        |  |  |       |  |  |                   |  |  |                 |  |
|                                                     |                                               | Violante Giustiniani Longo                   | Giacomo Giustiniani Longo              |  |  |       |  |  |                   |  |  |                 |  |
|                                                     |                                               | Violante Giustiniani Longo                   | Giacomo Giustiniani Longo              |  |  |       |  |  |                   |  |  |                 |  |
|                                                     |                                               | Violante Giustiniani Longo                   | Lucia Grimaldi                         |  |  |       |  |  |                   |  |  |                 |  |
|                                                     |                                               | Violante Giustiniani Longo                   |                                        |  |  |       |  |  |                   |  |  |                 |  |